# 이병헌 (생화학자)
이병헌(李炳憲, 1964년~)은 대한민국의 생화학자이다. 경북대학교 의괴대학의 교수로 재직 중이다. 100여편의 SCI 논문과 40여건의 국내외 특허를 갖고 있으며, 2014년부터는 과학기술정보통신부에서 지정한 의과학분야 선도우수연구센터(MRC)의 센터장을 맡고 있다.